# Гессен
Гéссен (нім. Land Hessen) — земля Федеративної Республіки Німеччина. Розташована в центральній частині країни. Столиця — місто Вісбаден. Сусідами землі є Північний Рейн — Вестфалія, Нижня Саксонія, Тюрингія, Баварія, Баден-Вюртемберг, Рейнланд-Пфальц. Утворена 1945 року. Площа — 21 114,94 км². Населення — 6 293 154 (31 грудня 2020). На теренах землі розмовляють німецькою. Форма правління — парламентська республіка, самоврядний штат федерації.  ХДС і Зелені очолюють земельний уряд. Голова уряду —  Фолькер Буфф'є (ХДС). За результами виборів до ландтагу, що відбулися 28 жовтня 2018 року, в ньому представлені такі партії: ХСД (40 депутатів), СДПН (29), Зелені (29), Ліві (9), ВДП (11), АдН (19). Має 5 депутатів у Бундесраті, верхній палаті парламенту Німеччини. Валовий внутрішній продукт землі складає 292,016 млрд € (2018). Борг землі становить 39,140 млрд € (30 вересня 2018). Рівень безробіття — 4,2 % (листопад 2019). Міжнародний код — DE-HE.

## Назва
- Гессія — українська назва початку 20-го ст.[8]
- Ге́ссен (нім. Hessen [ˈhɛsn̩] ( прослухати); гессенський діалект[en]  [ˈhɛzə]) — німецька назва.
- Га́ссія (лат. Hassia) — новолатинська назва[9]. Походить від імені давньогерманського племені хаттів.

## Географія

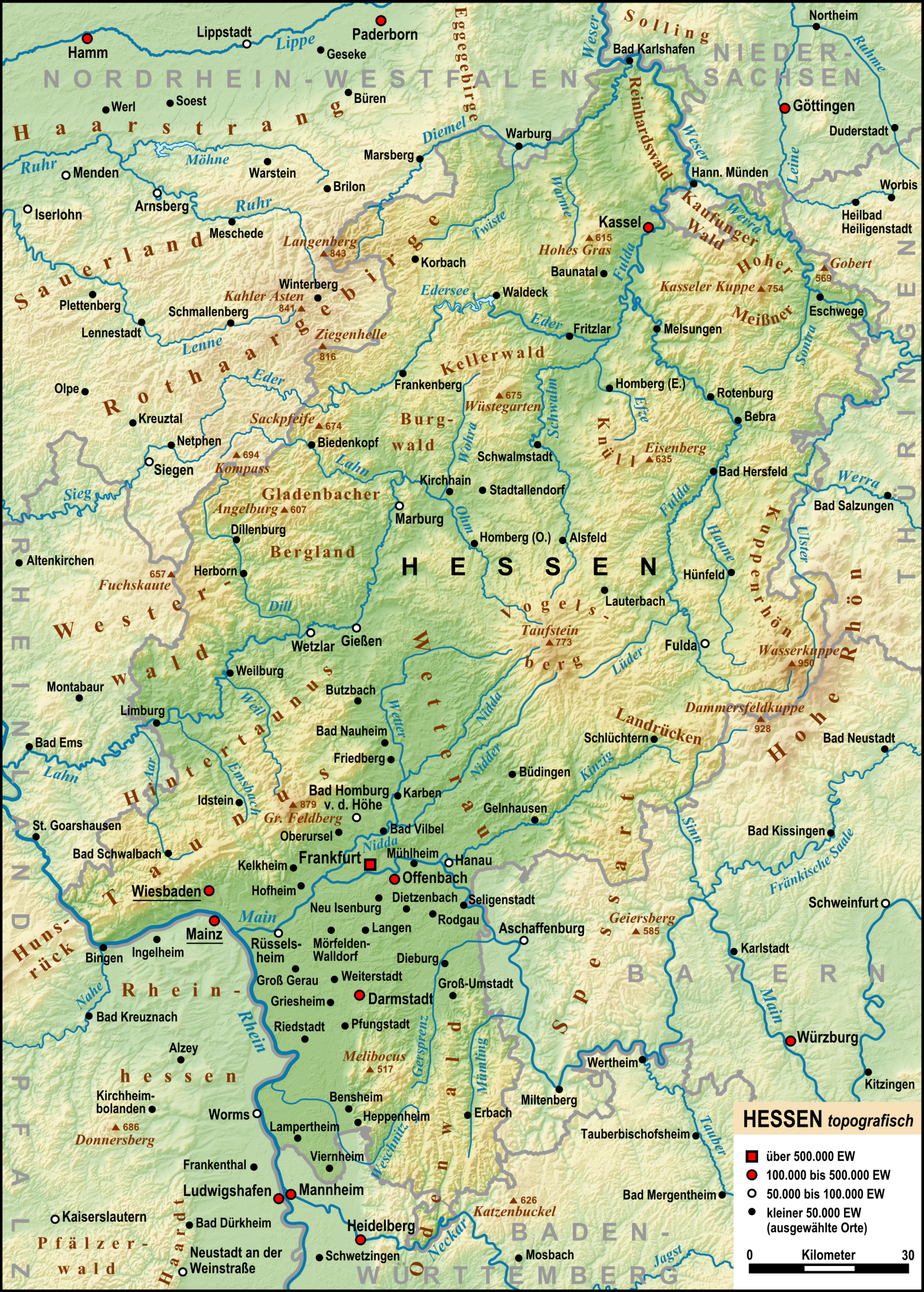
Фізична карта Гессену

Гессен знаходиться в центрі Німеччини і межує з землями Північний Рейн-Вестфалія, Нижня Саксонія, Тюрингія, Баварія, Баден-Вюртемберг, Рейнланд-Пфальц. Загальна протяжність кордонів — 1410,736 кілометра
Столиця Вісбаден. Найбільші міста: Франкфурт-на-Майні, Кассель, Дармштадт, Оффенбах-на-Майні. Місцеві особливості: долини річок Рейн і Майн, гори Таунус, багаті на мінеральні джерела, як Бад-Гомбург і Вісбаден, див. також Швабія.

## Історія
Назва Гессен (лат. Hassia) походить від давньогерманського племені гесси, які були родичами хаттів.
В V—VI століттях територія Гессена увійшла до складу Франкської держави і була частиною області Франконія. 1137 року з Франконії було виділено графство Гессен і передано в управління ландграфам Тюрингії. Але після закінчення династії тюринзьких ландграфів у 1247-му спалахнула боротьба за Гессен між різними феодалами Німеччини. Зрештою Гессен зі столицею у Касселі став самостійним ландграфством та імперським князівством (з 1292). У XV столітті до Гессена було приєднано графства Каценельнбоген та Ганау на Майні і Райні, а 1567 року Гессен розділився на дві держави — Гессен-Кассель та Гессен-Дармштадт.
У 1803 Гессен-Кассель отримав права курфюрства і нову назву — Кургессен, але програв війну з Пруссією і у 1866 році став її провінцією. Гессен-Дармштадт став Великим герцогством Гессенським у 1806 році, а в 1871-му увійшов до складу Німецької імперії як окрема монархія (ліквідована у 1918-му), в 1919—1945 роках окрема земля. В 1945—1949 роках з обох частин утворена федеральна земля Німеччини — Гессен.
З початку повномасштабного вторгнення РФ до України, земля Гессен прийняла значну частину біженців з України, із травня 2024 року у місцевих школах запровадили вивчення української мови як другої іноземної.

## Адміністративний поділ
З 1981 року землю поділено на три адміністративні округи: Дармштадт, Гіссен і Кассель. У адміністративні округи входять, своєю чергою, 21 район, 426 громад і п'ять так званих вільних міст.

### Райони
| Округ Дармштадт - Бергштрассе (Bergstraße HP) - Дармштадт-Дібург (Darmstadt-Dieburg DA) - Гросс-Герау (Groß-Gerau GG) - Верхній Таунус (Hochtaunuskreis HG) - Майн-Кінциг (Main-Kinzig-Kreis HU) - Майн-Таунус (Main-Taunus-Kreis MTK) - Оденвальд (район) (Odenwaldkreis ERB) - Оффенбах (район) (Offenbach OF) - Райнгау-Таунус (Rheingau-Taunus-Kreis RÜD) - Веттерау (Wetteraukreis FB) | Округ Гіссен - Гіссен (Gießen GI) - Лан-Ділль (Lahn-Dill-Kreis LDK) - Лімбург-Вейльбург (Limburg-Weilburg LM) - Марбург-Біденкопф (Marburg-Biedenkopf MR) - Фогельсберг (Vogelsbergkreis VB) Округ Кассель - Фульда (Fulda FD) - Герсфельд-Ротенбург (район) (Hersfeld-Rotenburg HEF) - Кассель (район) (Kassel KS) - Швальм-Едер (Schwalm-Eder-Kreis HR) - Верра-Майснер (район) (Werra-Meißner-Kreis ESW) - Вальдек-Франкенберг (Waldeck-Frankenberg KB) |

### Незалежні міста
1. Дармштадт (Darmstadt DA)
2. Франкфурт-на-Майні (Frankfurt am Main F)
3. Кассель (Kassel KS)
4. Оффенбах-на-Майні (Offenbach am Main OF)
5. Вісбаден (Wiesbaden WI)

## Ландтаг

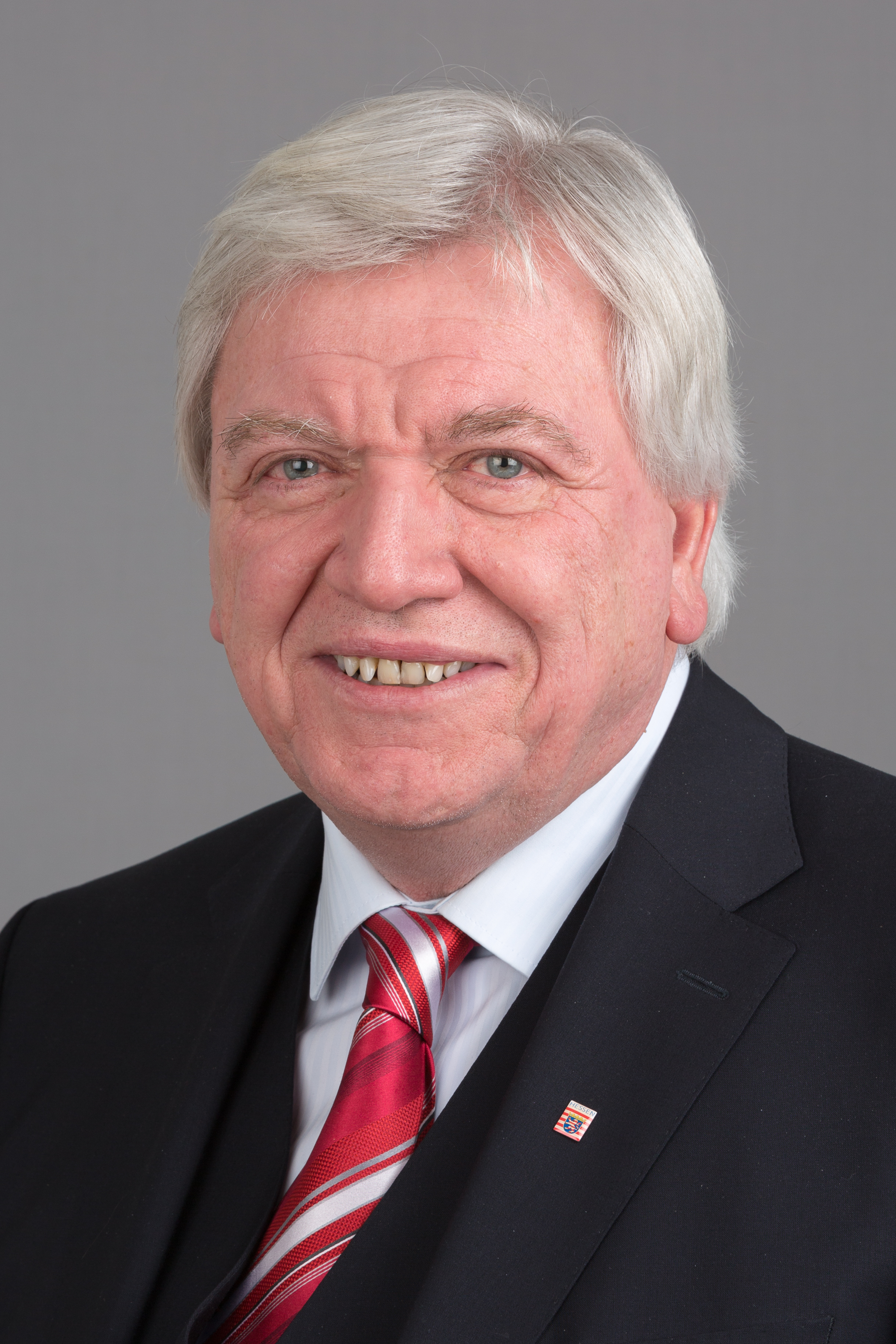
Фолькер Буфф'є, голова земельного уряду з 2013 року.

Розподіл місць у Гессенському ландтазі за результатами виборів 2018 року. Уряд очолює коаліція ХДС і Зелених.

Розподіл 137 місць: 

## Населення
Релігія: 61 % протестанти, 33 % римо-католики.

## Господарство
Виробляють вино, деревину, хімікати, автомобілі, оптичні прилади, електричні машини.